# Hovocubo Hoorn
Hovocubo Hoorn – holenderski klub futsalowy z siedzibą w Hoorn, obecnie występuje w Eredivisie.  

## Sukcesy
Źródło:
- Mistrzostwo Holandii: 1971/1972, 1975/1976, 1981/1982, 2013/2014
- KNVB Beker (Puchar Holandii): 1981/1982, 2012/2013
- Bene-Beker (Superpuchar Holandii): 1982